# 蛇の湯温泉
蛇の湯温泉（じゃのゆおんせん）は東京都西多摩郡檜原村数馬にある温泉である。

## 泉質
- アルカリ性単純硫黄冷鉱泉（低張性アルカリ性･冷鉱）

## 温泉街
「仲の平」バス停に蛇の湯温泉たから荘があり、宿泊・日帰り入浴可。日帰り入浴客は昼食を食べることが出来る。蛇の湯温泉たから荘は日本秘湯を守る会の会員（東京都では唯一）。
隣の「温泉センター前」バス停（500m先）に数馬温泉がある（源泉は異なる）。

## アクセス
- 車
  - 中央自動車道八王子ICまたは上野原ICよりあきる野市方面へ。
  - 首都圏中央連絡自動車道日の出ICまたはあきる野ICより檜原村方面へ。
- バス
  - 五日市線（JR東日本）武蔵五日市駅より西東京バス数馬行きに乗車、仲の平バス停下車。